# Вињоли (Торино)
Вињоли (итал. Vignoli) је насеље у Италији у округу Торино, региону Пијемонт.
Према процени из 2011. у насељу је живело 16 становника. Насеље се налази на надморској висини од 264 м.